# Панорама (БНТ)
Вижте пояснителната страница за други значения на Панорама.
„Панорама“ е публицистично предаване, което се излъчва по Българската национална телевизия, всеки петък вечер в рамките на 60 минути. Главните теми, които се разглеждат са политика, култура и икономика.
На 15 юни 1968 г. Радослав Велев обявява старта на „Панорама“ и води пилотното му издание. През 2018 година предаването отбелязва своята 50-а годишнина.
Екипът на „Панорама“ се фокусира върху горещи теми от България и света, прави специални репортажи, анализи, коментари и социологически изследвания, интервюта и разговори с български и световни лидери. Използват се телемостове, директни включвания, репортажи, свидетелски разкази.

## Водещи през годините
Различни журналисти са водещи на предаването през годините:
- 1968 – Радослав Велев, Александър Бешков
- 1979 – Величко Скорчев, Иван Гарелов
- Антон Вергиев
- Ангел Григоров
- Петър Кожухаров
- Марко Семов
- Валя Ахчиева
- Бойко Василев

## Екип
- Бойко Василев (водещ)
- Поли Златарева (редактор)
- Катя Тодорова (редактор)
- Анита Миланова (репортер)
- Жанет Праматарова (организатор производство)
- Орлин Стоименов (директор на продукция)
- Марко Андреев (реквизит)
- Десислава Мичева (монтаж)
- Вероника Петрова (монтаж)
- Илиана Герджикова (музикален оформител)
- Аделина Праматарова (тонрежисьор)
- Анна Андреева (оператор)
- Борислава Борисова (оператор)
- Ивайло Стоянов (оператор)
- Натали Янакиева (оператор)
- Хрисимир Данев (отговорен оператор)
- Даниела Димитрова-Цанева (режисьор на пулт)
- Миглена Атанасова (режисьор)